# Drtivý dopad
Drtivý dopad (v anglickém originále Deep Impact) je americký akční katastrofický sci-fi film z roku 1998. Režisérem filmu je Mimi Leder. Hlavní role ve filmu ztvárnili Robert Duvall, Téa Leoni, Elijah Wood, Morgan Freeman a Vanessa Redgrave.

## Obsazení
| Robert Duvall     | Spurgeon Tanner  |
| Téa Leoni         | Jenny Lerner     |
| Elijah Wood       | Leo Beiderman    |
| Morgan Freeman    | Tom Beck         |
| Vanessa Redgrave  | Robin Lerner     |
| Maximilian Schell | Jason Lerner     |
| Rya Kihlstedt     | Chloe            |
| Leelee Sobieski   | Sarah Hotchner   |
| James Cromwell    | Alan Rittenhouse |
| Ron Eldard        | Oren Monash      |
| Jon Favreau       | Gus Partenza     |